# Valmirande (zámek)
Zámek Valmirande (francouzsky Château de Valmirande) se nachází ve Francii v Montréjeau, u silnice do Lannemezan na hranici departementů Haute-Garonne a Hautes-Pyrénées. Byl postaven na konci 19. století podle plánů Louise Garrose, architekta z Bordeaux, pro barona Bertranda de Lassuse (1868–1909). Do roku 2015 byla majitelkou baronka Simone de Lassus a pak její syn, baron Bertrand de Lassus.
Areál je od roku 1992 klasifikován jako historická památka.

## Historie

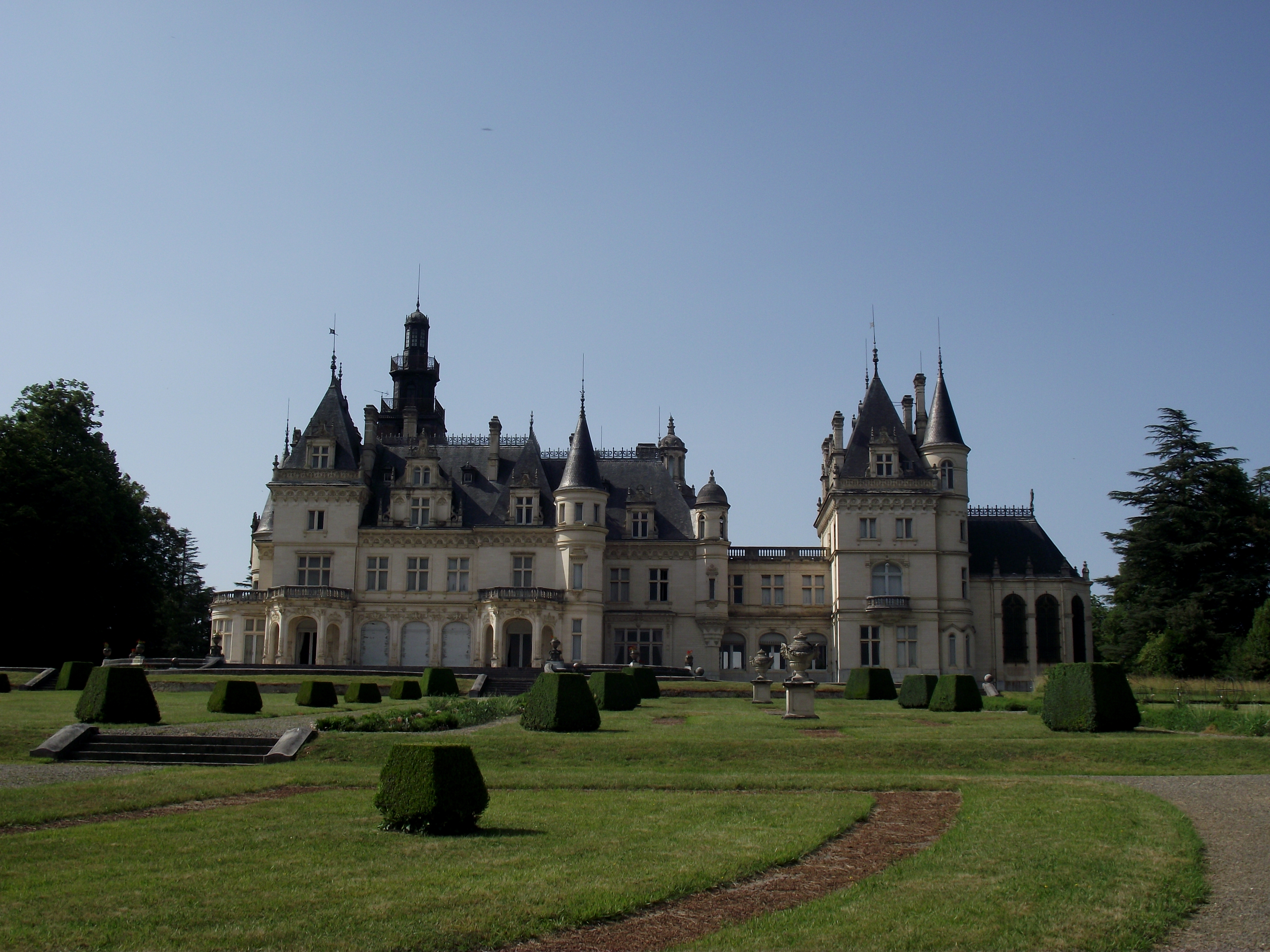

Bertrandovi de Lassusovi bylo pouhých 24 let, když zdědil obrovské jmění své matky, vdovy po Pillet-Willovi, francouzském bankéři, spoluzakladateli a řediteli Caisse d'Epargne a regentovi Banque de France. Dědictví bylo v roce 1871 odhadováno na 23 miliónů franků.
V roce 1892 se Lassus rozhodl postavit v Montréjeau honosnou novorenesanční zámeckou budovu s kaplí, velkými květinovými záhony a parkem. Od prosince 1892 do května 1893 získal deset pozemků poblíž výjezdu z města Montréjeau směrem na Lannemezan, představujících celkem 41 hektarů. Dne 16. října 1893, na den svatého Bertranda, byl položen základní kámen a následně posvěcen arcibiskupem z Toulouse. Výstavba zámku byla zadána bordeauxskému architektovi Louisovi Garrosovi (1833–1911). V roce 1898, tedy jen o pět let později, byl vybudován zámek, ohradní zeď a hospodářské budovy.
Objekt je obydlen od dubna 1899.

## Popis stavby
Zámek je 70 metrů dlouhý a 40 metrů vysoký. Je inspirován zámky na Loiře (Chambord, Chenonceau, Azay). Přístavby jsou v tzv. bigourdanském stylu (specifická architektura mající původ v Bigorre v 18. a 19. století). Základ zámku a kaple tvoří šedé vápencové kameny z Lurd a Arud. Na základ jsou postaveny bílé kameny z Vilhonneur a Sireuil v Angoumois. Střecha je převážně vyrobená z břidlice. Kaple byl přistavěna k východnímu křídlu v letech 1902 až 1905. Byla vysvěcena arcibiskupem z Toulouse 25. března 1905, na den Zvěstování Panny Marie. V kapli lze obdivovat mramorovou výzdobu, vitráže, malby a sochu Krista od Louise-Ernesta Barriase. Napodobenina středověké věže byla postavena více než 40 metrů východně od zámku. Je v ní umístěn parní ohřívač pro vytápění hradu a uhelný sklep. Kotel je umístěn téměř 6 metrů pod terénem. Podzemní tunel propojuje suterén s kaplí a zámkem.

## Park a zahrady
Zámecký park je dílem bratrů Denise a Eugena Bühlerových (autoři parku Tête d'Or v Lyonu a parku Borély v Marseille). Je to arboretum s více než 180 druhy stoletých stromů, včetně liliovníků z Virginie, cedrů z Libanonu, Atlasu nebo Himálají, cypřišů z Louisiany, magnolií a lip. V roce 1912 založil syn zahradníka Eduarda Andrého dvě okrasné a rekreační zahrady. Jedna je situována na severní straně, z druhé na jižní straně zámku se naskýtá pohled na Pyrenejské pohoří za údolími Neste a Saint-Bertrand de Comminges.
Park a zahrady zámku byly klasifikovány v roce 2017 francouzským Ministerstvem kultury jako pozoruhodná zahrada (jardin remarquable). Zámecký park je veřejně přístupný návštěvníkům. Zámek není veřejnosti přístupný, je zařízený a trvale obydlený.